# Grange de Lings
Grange de Lings est une paroisse civile du Lincolnshire, en Angleterre.